# Loligo media
Loligo media är en bläckfiskart som först beskrevs av Carl von Linné 1758.  I den svenska databasen Dyntaxa används istället namnet Alloteuthis media. Enligt Catalogue of Life ingår Loligo media i släktet Loligo och familjen kalmarer, men enligt Dyntaxa är tillhörigheten istället släktet Alloteuthis och familjen kalmarer. Det är osäkert om arten förekommer i Sverige. Inga underarter finns listade i Catalogue of Life.

## Bildgalleri

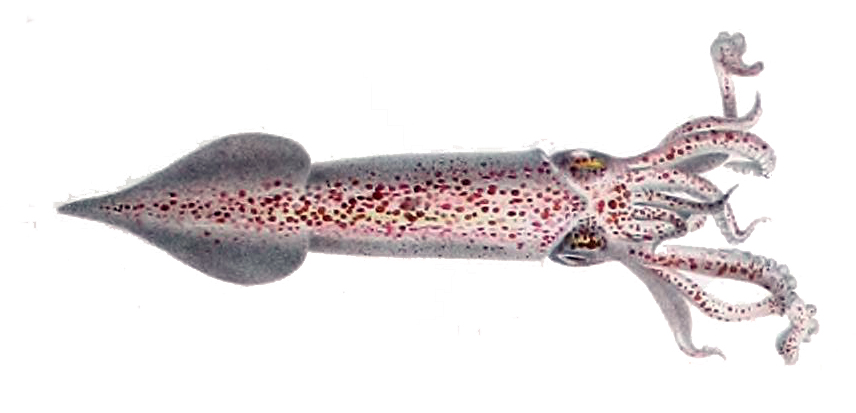
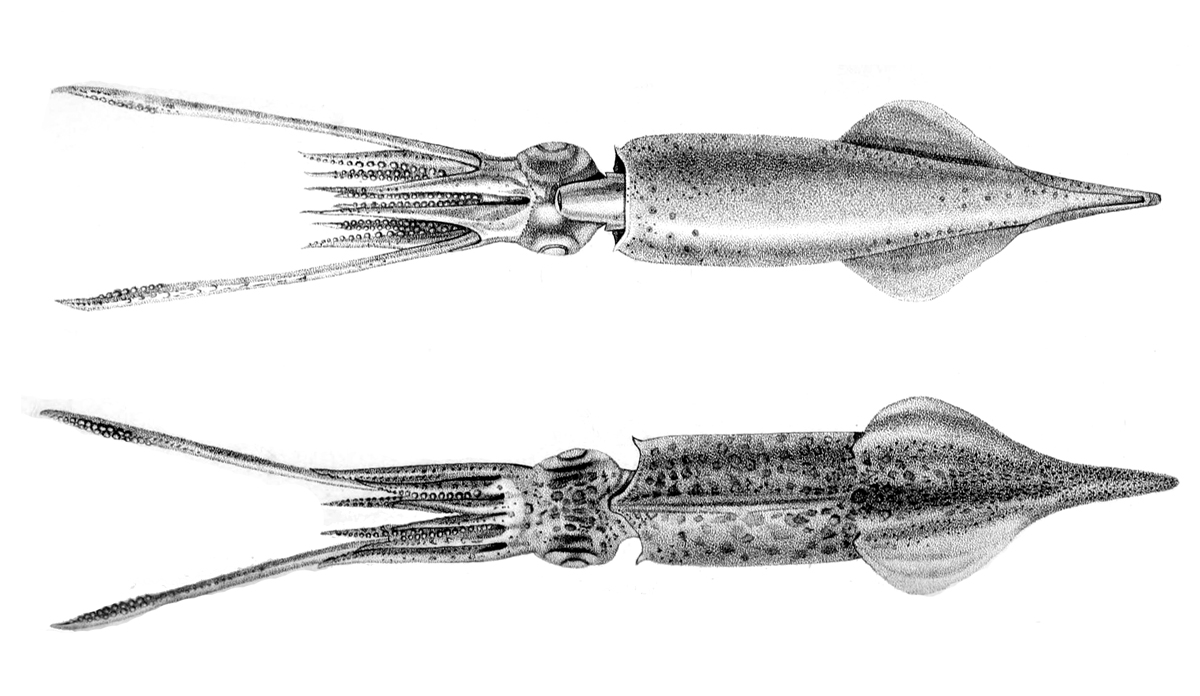